# Adriano Celentano
Adriano Celentano (Milánó, 1938. január 6. –) olasz énekes, színész.

## Élete
Pugliából származó szülei északra költöztek, hogy munkát találjanak, így Milánóban született a via Gluck 14. sz. házban (amelyről később az Il ragazzo della via Gluck című dalát írta).
Milánóban a városi legenda úgy emlékszik Celentanóra, hogy Ghigo Agosti (az európai rockpionírok egyike) tanította észak-olaszországi turnéján 1955–56 körül a kiváló gitárossal, Giorgio Gaberrel együtt.
Erőteljes hatást gyakorolt rá Elvis Presley és az 1950-es évek rockforradalma.
1960-ban epizódszerepet kapott Az édes életben. 1961-ben világsikert hozott számára a 24 mila baci (Huszonnégyezer csók) című dal.

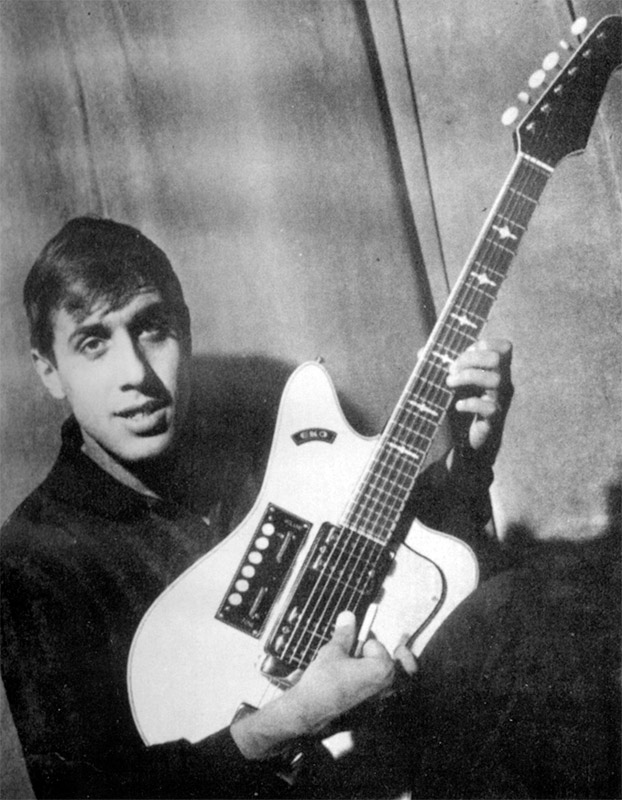
1972-ben

Az elmúlt évtizedekben megőrizte népszerűségét, lemezei milliós példányszámban keltek el, és számtalan televíziós show-műsorban és filmben lépett fel. Az utóbbi tekintetében, jellegzetes járásával és mimikájával tanúbizonyságot tett komikusi vénájáról is. Filmjei kereskedelmileg többnyire sikeresek voltak, főleg a 70-es és részben a 80-as években. Ő volt az alacsony költségvetésű olasz filmek királya. A kritikusok véleménye szerint legjobb alakítását Pietro Germi, Serafino (1968) című filmjében nyújtotta.
Rendezőként rendszeresen szerepelteti Ornella Mutit, Eleonora Giorgit és feleségét, Claudia Morit. Ők a szülei Rositának (Rosalinda Celentano), aki a Sátán szerepét játszotta Mel Gibson A passió c. filmjében. Fiuk, Giacomo Celentano számtalan olasz tévéshow házigazdájaként volt látható.
43 albuma jelent meg: 30 stúdióalbum, 4 koncertalbum és 9 válogatás. Egyik leghíresebb dala, az Azzurro Paolo Conte szövegével 1968-ban jelent meg, és azóta számtalan feldolgozása született.
2005 óta vegetáriánusként harcol az állatok jogaiért.
Lemezeiből több mint 70 millió példányt adtak el.
12 év után, 2012 októberében adott újra koncertet, a Veronai Arénában.

## Albumok, válogatások és antológiák
- Peppermint twist (1962)
- Non mi dir (1965)
- Gli anni '60 (1966)
- La festa (1966)
- Il ragazzo della via Gluck (1966)
- Adriano Rock (1968)
- Le robe che ha detto Adriano (1969)
- Azzurro (1969)
- Il forestiero (1970)
- Er più (1971)
- I mali del secolo (1972)
- La storia di un ragazzo chiamato Adriano (1973)
- Nostalrock (1973)
- Yuppi du (1975)
- Il meglio di Adriano Celentano (1975)
- Svalution (1976)
- Tecadisk (1977)
- Disco dance (1977)
- Geppo il folle (1978)
- Ti avrò (1978)
- Soli (1978)
- Antologia 1957/1980 (1979)
- Me live (1979)
- Un po' artista un po' no (1980)
- Il tempo se ne va compilation musica (1980)
- Zeus (1981)
- Uh…Uh (1982)
- Il cinema di Adriano (1982)
- Atmosfera (1983)
- Celentano hit parade/Le volte che Adriano è stato 1° (1983)
- I miei americani (1984)
- Joan lui (1985)
- I miei americani 2 (1986)
- La pubblica ottusità (1987)
- Antologia 1957/1987 (1987)
- Il re degli ignoranti (1991)
- Superbest (1992)
- Quel punto (1994)
- Alla corte del re-mix (1995)
- Arrivano gli uomini (1996)
- Le origini di Adriano Celentano vol. 1 (1997)
- Mina Celentano (1998)
- Mina Celentano - Buon natale (1998)
- Io non so parlar d'amore (1999)
- Le origini di Adriano Celentano vol. 1 e 2 (1999)
- Le origini di Adriano Celentano vol. 2 (1999)
- “Questa è la storia di uno di noi” cofanetto (2000)
- Esco di rado e parlo ancora meno (2000)
- Il cuore, la voce (2001)
- Per sempre (2002)
- “Tre” cofanetto (2003)
- Le volte che Celentano è stato 1° (2003)
- C'è sempre un motivo (2004)
- C'è sempre un motivo + L'Indiano (2005)
- Unicamente Celentano (2006)
- Dormi amore la situazione non è buona (2007)
- Facciamo finta che sia vero (2011)
- Facciamo finta che sia vero (CD + DVD változat) (2012)
- Adriano Live (2012)

## Kislemezek
- Pregherò (1962)
- Stai lontana da me (1962)
- Le notti lunghe (1963)
- Bambini miei (1964)
- Il problema più importante (1964)
- Non mi dir (1964)
- Ciao Ragazzi (1965)
- Chi ce l'ha con me (1965)
- Il ragazzo della via Gluck (1966)
- Eravamo in 100.000 (1967)
- La coppia più bella del mondo (1967)
- 30 donne del west (1967)
- Azzurro (1968)
- Canzone (1968)
- La pelle (1969)
- Storia d'amore (1969)
- Viola (1970)
- Chi non lavora non fa l'amore (1970)
- Chi non lavora non fa l'amore/Ea (1970)
- Sotto le lenzuola (1971)
- Er Piú (1971)
- Senti amico (1971)
- La ballata di Pinocchio (1972)
- Un albero di 30 piani (1972)
- Prisencolinensinainciusol (1972)
- Only you (1973)
- L'unica chance (1973)
- Bellissima (1974)
- Yuppi du (1975)
- Un'altra volta chiudi la porta (1975)
- Such a cold night to night (1975)
- Svalutation (1976)
- When love… (1977)
- A woman in love (1977)
- Ti avrò (1978)
- Soli (1979)
- Che cosa ti farei (1979)
- Il tempo se ne va (1980)
- Qua la mano (1980)
- Innamorata, incavolata a vita (1980)
- L'artigiano (parte1) (1981)
- Uh … Uh … (1982)
- Uel mae sae (1982)
- Crazy Movie (1982)
- Susanna (1984)
- Mi attrai (1987)
- Voglio prendere il sole (1995)
- Prisencolinensinainciusol Remixes (maxi single) (1995)
- Cosi come sei (1996)
- Arrivano gli uomini (1996)
- Solo da un quarto d'ora (1996)
- Acqua e sale (1998)
- Brivido felino (1998)
- Che taggia dì (1998)
- Gelosia (1999)
- L'emozione non ha voce (1999)
- L'uomo di cartone (1999)
- Una rosa pericolosa (1999)
- Qual è la direzione (1999)
- Mi domando (1999)
- L'arcobaleno (1999)
- Senz'amore (2000)
- Le pesche d'inverno (2000)
- Per averti (2000)
- Apri il cuore (2001)
- Ti prenderò (2001)
- Quello che non ti ho detto mai (2001)
- Tir (2001)
- Le stesse cose (2001)
- Confessa (2002)
- Per sempre (2003)
- Più di un sogno (2003)
- Mi fa male (2003)
- C'è sempre un motivo (2004)
- Marì Marì (2004)
- Ancora vivo (2005)
- Valeva la pena (2005)
- L'indiano (2005)
- Oh Diana (2006)
- Hai bucato la mia vita (2007)
- La situazione non è buona (2007)
- Dormi amore (2008)
- Fiori (2008)
- Aria...non sei più tu (2008)
- Sognando Chernobyl (2008)
- La cura (2008)
- Non ti accorgevi di me (2011)
- Non so più cosa fare (2011)
- Ti penso e cambia il mondo (2012)
- Anna parte (2012)
- La cumbia di chi cambia (2012)
- Facciamo finta che sia vero (2012)
- Ti penso e cambia il mondo (duett Gianni Morandival a Veronai Arénában tartott koncerten) (2012)

## Filmek
- I frenetici (1958)
- Dai, Johnny, dai (1959)
- I ragazzi del juke box (1959)
- Juke box, urli d'amore (1960)
- La grande sfida, San Remo (1960)
- Az édes élet (1960)
- Urlatori alla sbarra (1960)
- Io bacio…tu baci (1961)
- Balliamo insieme il twist(1962)
- Canzoni di ieri, canzoni di oggi, canzoni di domani (1962)
- Egy különös pasas / Uno strano tipo (1963)
- I Malamondo (1963)
- Il monaco di Monza (1963)
- Super rapina a Milano (1964)
- La più bella coppia del mondo (1967)
- Serafino (1968)
- Er Più – storia d'amore e di coltello (1971)
- Bianco rosso e… (1972)
- Rugantino (1973)
- Le cinque giornate (1973)
- Az emigráns / L'emigrante (1973)
- Yuppi du (1975)
- Di che segno sei? (1975)
- Culastrisce nobile veneziano (1976)
- Blöff (Bluff – storia di truffe e di imbroglioni, 1976)
- Ecco noi per esempio (1977)
- L'altra metà del cielo (1977) – A pap és az örömlány
- Geppo il folle (1978)
- Zio Adolfo in arte Führer (1978)
- Sabato, domenica e venerdì (1979)
- Mani di velluto (1979)
- La locandiera (1980)
- Qua la mano (1980) Fogadjunk!
- Il bisbetico domato (1980)
- Innamorato pazzo (1981)
- Asso (1981)
- Bingo Bongo (1982)
- Grand Hotel Excelsior (1982)
- Segni particolari: bellissimo (1983)
- Sing Sing (1983)
- Lui è peggio di me (1984)
- Joan Lui (1985)
- Il burbero (1986)
- Jackpot (1992)